# Maria Ciunelis
Maria Ciunelis (sinh ngày 28 tháng 6 năm 1961 tại Ostróda, Ba Lan) là một diễn viên và nhà biên kịch người Ba Lan.

## Tiểu sử
Maria Ciunelis tốt nghiệp Học viện nghệ thuật sân khấu quốc gia Aleksander Zelwerowicz (PWST) ở Warsaw vào năm 1984. Từ năm 1984 đến năm 1985, bà diễn xuất trên sân khấu của Nhà hát Ba Lan ở Warsaw, và từ năm 1985, bà làm diễn viên của Nhà hát Ateneum.
Ngoài sự nghiệp diễn xuất trên sân khấu, các bộ phim điện ảnh và truyền hình nổi tiếng nhất gắn liền với tên tuổi của Maria Ciunelis bao gồm: Dziewczeta z Nowolipek (1986) trong vai Frank, Oficer (phiên bản 2004, 2006 và 2008 của đạo diễn Maciej Dejczer) trong vai Maciołowska, hay phim 7 uczuć (2018) trong vai Teresa Prawicz.
Maria Ciunelis còn được biết đến với vai trò là một nhà biên kịch. Bà là đồng tác giả kịch bản của sê-ri phim lịch sử Koroną królowej (từ năm 2015).
Năm 2014, Maria Ciunelis được Bộ Văn hóa và Di sản Quốc gia (Ba Lan) trao tặng Huy chương đồng Huy chương Công trạng về văn hóa - Gloria Artis vì những cống hiến nổi bật trong lĩnh vực sáng tạo nghệ thuật và hoạt động văn hóa.